# Dark Side (píseň, Kelly Clarkson)
Dark Side (česky temná strana) je třetí a poslední singl americké zpěvačky Kelly Clarkson z páté desky Stronger. Produkoval ho Greg Kurstin.

## Informace o písni
Dark Side (temná strana) je píseň americké zpěvačky Kelly Clarkson, napsal ho busbee a Alexander Geringase a produkoval Greg Kurstin. Píseň byla puštěna přes RCA Records 5. 6. 2012 jako třetí singl z pátého studiového alba Stronger. Text písně obsahuje téma přijetí obnovy a vnitřní krásy.
Dark Side získala obecně pozitivní recenze od kritiků, kteří píseň považovali jako dobrý nástupce písně What Doesn't Kill You (Stronger). Kritici také pochválili vokální výkon Kelly Clarkson míšením s melodií písně jako oblíbený a dech beroucí. Singl se stal jejím druhým po sobě jdoucím číslem 1 v americkém chart Hot Dance Club Songs.

## Videoklip
Hudební video pro Dark Side režíroval Shane Drake, který také režíroval hudební video pro What Doesn't Kill You (Stronger). To bylo natočeno 28. dubna 2012 v Downtown Los Angeles. Scény, které se odehrávají v centru města, byly natočeny v 1st Street Bridge podél Losangeleské řeky. Videoklip měl premiéru 24. května 2012 na YouTube.
Hudební video hlavně zkoumá přijetí motivů, s dílčími tématy šikany, drogy a závislost na alkoholu. Video začíná Kellyiným zpěvem v tmavém pozadí. V průběhu videa zobrazují scény lidi s jejich bojem v životě (např. muž přišel o práci, dospívající dívka zápasí s váhou, dospívající chlapec pronásledováni a šikanováni, dívku, která nevyhrála královnu krásy bojující s tlaky a drogové závislosti, podnikatel se závislostí na alkoholu, opuštěný válečný veterán, a manželka se rozvádí s manželem).
Video bylo nominována na MTV Video Music Award v kategorii Best Video with a Message (nejlepší video s poslestvím)

## Živé vystoupení
Kelly singl poprvé předvedla na Tour The Troubador v Los Angeles 19. října 2011. Poté na Billboard Music Awards 2012, 20. května 2012.

## Hitparáda
| Země           | Umístění |
| -------------- | -------- |
| Austrálie      | 56       |
| Belgie         | 17       |
| Kanada         | 26       |
| Dánsko         | 5        |
| Německo        | 86       |
| Irsko          | 42       |
| Nizozemsko     | 19       |
| Polsko         | 3        |
| Skotsko        | 26       |
| Severní Korea  | 48       |
| Velká Británie | 40       |
| USA            | 42       |